# Krishnaswami Alladi
Krishnaswami Alladi (né le 5 octobre 1955) est un mathématicien américain d'origine indienne, spécialiste de théorie des nombres. Il est professeur à l'université de Floride, et y dirige le département de mathématiques entre 1998 et 2008. Il est également éditeur en chef du Ramanujan Journal (Springer-Verlag), qu'il fonde en 1997,.
Alladi est né à Thiruvananthapuram, et fait ses études à l'université de Madras, en sortant en 1975. Il écrit alors à Paul Erdős concernant ses recherches sur une fonction arithmétique ; Erdős vient le rencontrer à Madras, et leur collaboration produit la première publication d'Alladi,. Il obtient son Ph.D. de l'université de Californie en 1978 sous la direction de Ernst G. Straus,. Il devient professeur associé en 1981 à l'Institut des sciences mathématiques de Chennai, qui a été fondé par son père Alladi Ramakrishnan. Il rejoint l'université de Floride en 1986.
En 2012, il devient l'un des premiers fellows de l'American Mathematical Society.